# Simon Lack
Pour les articles homonymes, voir Lack.
Simon Lack (nom de scène d’Alexander MacAlpine), né le 19 décembre 1915 à Cleland (North Lanarkshire, Écosse) et mort le 8 août 1980 à Londres (Angleterre), est un acteur écossais.

## Biographie
Simon Lack entame au théâtre sa carrière (suspendue par la Seconde Guerre mondiale), à Londres en 1938, dans la pièce The Last Trump de James Bridie. Parmi ses pièces suivantes sur les planches de la capitale britannique, mentionnons Jane (en) de S. N. Behrman (1947, avec Ronald Squire), La Marraine de Charley de Brandon Thomas (1954, avec John Mills et Philip Stainton) et The Chinese Prime Minister d'Enid Bagnold (1965, avec Edith Evans et Brian Aherne).
Au cinéma, il apparaît dans vingt-trois films (majoritairement britanniques), les deux premiers étant They Drive by Night d'Arthur B. Woods (1938, avec Emlyn Williams et Ernest Thesiger) et Au revoir Mr. Chips de Sam Wood (1939, avec Robert Donat et Greer Garson). Ultérieurement, citons La Grande Révolte d'Anthony Kimmins (1948, avec David Niven et Margaret Leighton) et le film américain Le Jour le plus long de Ken Annakin et autres (1962, avec Henry Fonda et John Wayne), où il personnifie Trafford Leigh-Mallory. Ses deux derniers films sortent en 1970, dont L'Abominable Homme des cavernes de Freddie Francis (avec Joan Crawford et Michael Gough).
À la télévision britannique, il tient son premier rôle dans un téléfilm d'origine théâtrale adapté de Ah, Solitude ! d'Eugene O'Neill et diffusé au petit écran naissant en 1938. Suivent quatre autres téléfilms jusqu'en 1966, dont Macbeth de George Schaefer (1960, avec Maurice Evans et Judith Anderson), adaptation de la pièce éponyme de William Shakespeare.
S'ajoutent cinquante-neuf séries à partir de 1954, dont Le Saint (deux épisodes, 1966-1968), Chapeau melon et bottes de cuir (un épisode, 1968), Jason King (deux épisodes, 1971-1972) et Doctor Who (deux épisodes, 1971-1978). La dernière (une mini-série consacrée à la famille Borgia) est diffusée en 1981, l'année suivant la mort de Simon Lack (en 1980), à 64 ans.

## Filmographie partielle

### Cinéma
- 1938 : They Drive by Night d'Arthur B. Woods : Roy Allen
- 1939 : Au revoir Mr. Chips (Goodbye, Mr. Chips) de Sam Wood : Wainwright
- 1948 : La Grande Révolte (Bonnie Prince Charlie) d'Anthony Kimmins : Alan de Moldart
- 1962 : Le Jour le plus long (The Longest Day) de Ken Annakin et autres : Trafford Leigh-Mallory
- 1963 : Le Justicier aux deux visages (Dr. Syn alias The Scarecrow) de James Neilson (version courte de la série citée ci-après L'Épouvantail) : le caporal des dragons
- 1969 : La Bataille d'Angleterre (Battle of Britain) de Guy Hamilton : un officier de la RAF
- 1970 : L'Abominable Homme des cavernes (Trog) de Freddie Francis : le colonel Vickers

### Télévision

#### Séries
- 1963 : L'Épouvantail (The Scarecrow of Romney Marsh), mini-série de James Neilson, 1re partie : le caporal des dragons
- 1966 : Destination Danger (Danger Man), saison 3, épisode 22 Nandina (The Paper Chase) de Patrick McGoohan : Gordon Symonds
- 1966-1968 : Le Saint (The Saint)
  - Saison 5, épisode 12 Le Fugitif (Locate and Destroy, 1966) de Leslie Norman : Salter
- * Saison 6, épisode 6 Les Mercenaires (The Organization Man, 1968) de Leslie Norman : Craddock
- 1968 : Chapeau melon et bottes de cuir (première série, The Avengers), saison 6, épisode 7 Faux témoins (False Witness) de Charles Crichton : Nesbitt
- 1971-1972 : Jason King, saison unique, épisode 3 Des signes mystérieux (Buried in the Cold, Cold Ground, 1971) et épisode 12 Toki (1972) : l'inspecteur Maziol
- 1972 : L'Aventurier (The Adventurer), saison unique, épisode 4 À malin, malin et demi (Thrust and Counter Thrust) : le colonel Andreïev
- 1971-1978 : Doctor Who
  - Saison 8, épisode 2 The Mind of Evil, partie I : le professeur Kettering
  - Saison 16, épisode 4 The Androids of Tara, parties I à IV : Zadek

#### Téléfilms
- 1960 : Macbeth de George Schaefer : Menteith
- 1966 : The Legend of Young Dick Turpin de James Neilson (diffusé en deux parties dans le cadre de l'émission Le Monde merveilleux de Disney) : le conseil en accusation

## Théâtre à Londres (sélection)
- 1938 : The Last Trump de James Bridie : Tom Buchlyvie
- 1939 : Music at Night de John Boynton Priestley
- 1939 : The Courageous Sex de Mary D. Sheridan : Pierce Carney
- 1946 : The Assassin de Peter Yates : David Herold
- 1946 : You Won't Need the Halo de W. P. Templeton : David Cedar
- 1947 : Jane (en) de S. N. Behrman : Gilbert Frobisher
- 1951 : Relative Values de Noël Coward : Peter Ingleton
- 1954 : La Marraine de Charley (Charley's Aunt) de Brandon Thomas : Jack Chesney
- 1965 : The Chinese Prime Minister d'Enid Bagnold